# Operación Hiram
La Operación Hiram fue una operación militar llevada a cabo por las Fuerzas de Defensa de Israel (FDI) durante la guerra de Independencia de Israel. La operación fue dirigida por el General Moshe Carmel, quien encabezó la captura de la región de la Alta Galilea de las fuerzas del Ejército Árabe de Liberación, liderado por Fawzi al-Qawuqji y un batallón sirio. La operación, que duró solo 60 horas (del 29 al 31 de octubre), estuvo marcada por varias masacres de ciudadanos árabes palestinos y finalizó justo antes de que entrara en vigor el alto el fuego con los países árabes vecinos. Como resultado de la operación la Alta Galilea, originalmente programada por el plan de partición de las Naciones Unidas, para ser parte de un estado árabe, la región fue controlada por el recién creado estado de Israel, originando que más de 50.000 nuevos refugiados árabes palestinos se dirigieran hacia el Líbano.
El nombre de la operación hace referencia a Hiram I, el rey bíblico de Tiro, quien jugó un papel decisivo en la construcción del primer Templo de Jerusalén.

## Desarrollo

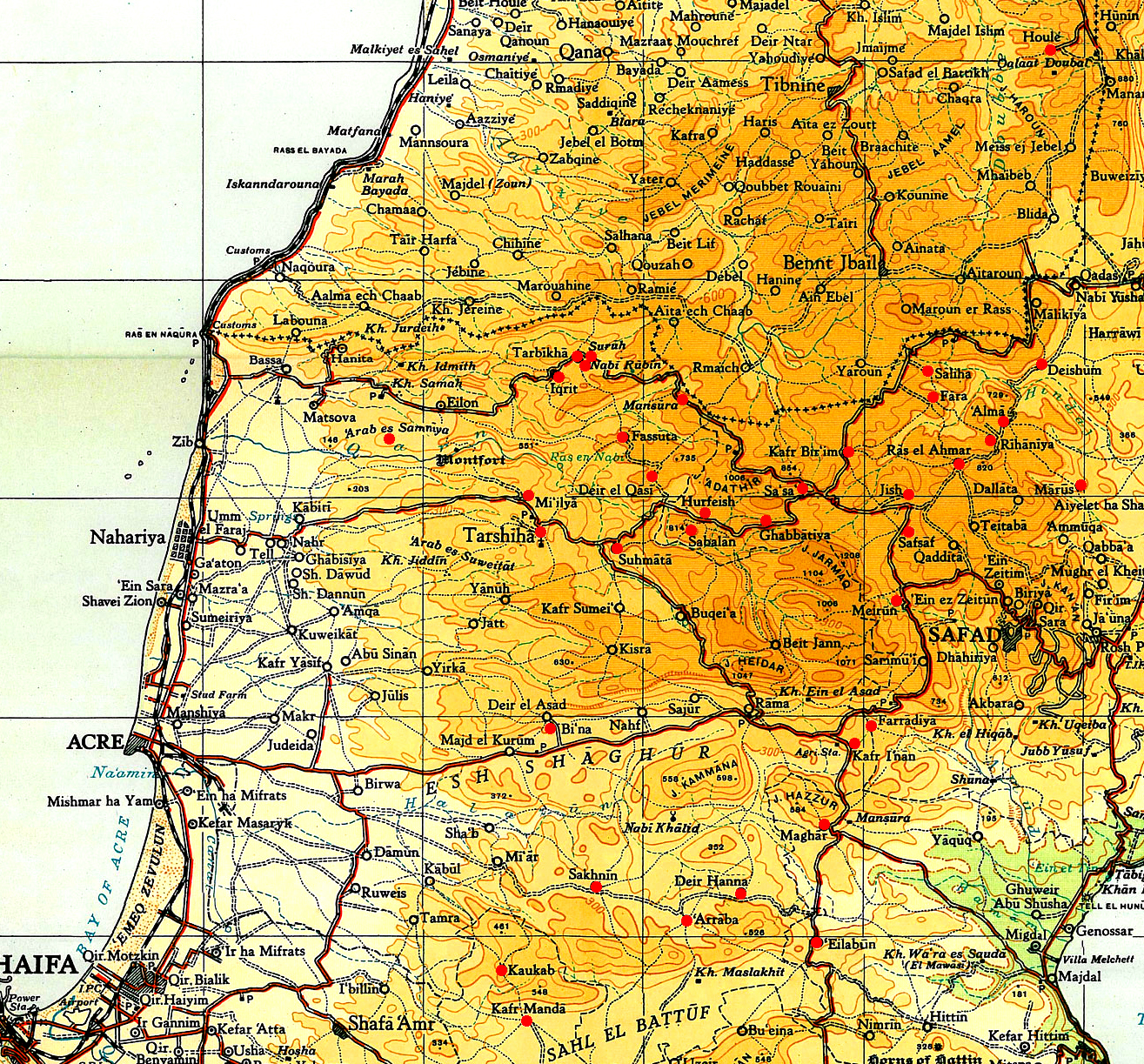
Pueblos capturados durante la Operación Hiram. Grid = 10 km

El 18 de julio, la segunda tregua del conflicto entró en vigor. El 26 de septiembre de 1948, David Ben-Gurión dijo a su gabinete que si la lucha debe ser renovada en el norte, entonces la Galilea estaría "limpia" [Naki] y "vacía" [Reik] de los árabes, y dio a entender que sus generales lo habían asegurado.

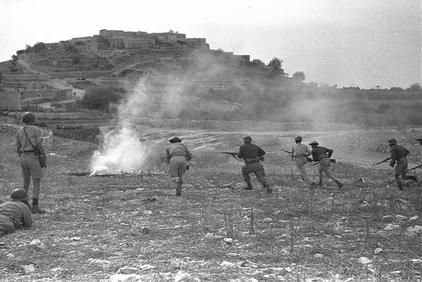
Una unidad del Palmaj ataca Sa'sa.

Posición de ametralladora israelí durante el asalto a Sa'sa.

Antes del amanecer del 22 de octubre, el Ejército Árabe de Liberación violó la tregua cuando irrumpieron en la posición elevada israelí de Sheikh Abd, de donde se observaba el kibutz Manara desde el norte. Durante el 24 al 25 de octubre, las tropas regulares del Ejército Árabe de Liberación dispararon desde sus trincheras a Manara y al tráfico a lo largo de la carretera principal. Fawzi al-Qawuqji exigió que Israel evacuara el kibutz vecino de Yiftah y retirase sus fuerzas en Manara. Israel, por su parte, exigió la retirada del Ejército Árabe de Liberación de las posiciones capturadas, y después de un "no" de Qawuqji, informó a las Naciones Unidas que se sentía con la libertad de hacer lo que quisiera.
La operación se inició en la noche del 28 y 29 de octubre de 1948, desplegándose sobre el terreno la 7.ª Brigada Blindada, las Brigadas Carmeli, Golani y Oded. La orden de la operación era «destruir al enemigo en el centro de Galilea, dominar y ocupar la totalidad de la Galilea y establecer una línea de defensa en la frontera norte del país». El 29 de octubre, Weitz, informado sobre el comienzo de la operación, envió una nota al judío Yigael Yadin, instando a que el ejército debía expulsar a los refugiados palestinos de las zonas recién conquistadas.
La ofensiva terrestre fue precedida por los bombardeos dirigidos a Tarshiha, Jish y Sa'sa desde el 22 de octubre, usando bombarderos B-17 y C-47 (una aeronave de transporte modificada para cumplir el papel de un bombardero). La noche más pesada de bombardeo fue la del 29 al 30 de octubre, cuando 13 misiones dejaron 21 toneladas de bombas sobre siete aldeas. El bombardeo de Tarshiha desencadenó la huida masiva después de que 24 habitantes murieran y aproximadamente 60 quedaran enterrados bajo los escombros.
El empuje inicial se llevó a cabo por la 7.ª Brigada avanzando desde Safad. La 7.ª Brigada ocupó Qaddita el 29 de octubre, Meirun y luego Safsaf y Jish. En el informe del 79° Batallón, las batallas por Safsaf y Jish fueron descritas como "difíciles" y "crueles" (achzari). Un informe de las FDI afirmaba que entre 150 y 200 árabes, incluyendo un número de civiles, murieron en la batalla por Jish. Otros reportes informan que 200 cuerpos fueron encontrados alrededor de Jish y 80 en Meirum. Después de que Safsaf había sido capturado, las tropas israelíes cometieron una masacre.
Desde Jish, los 72.º y 79.º batallones luego volvieron al oeste para tomar Sa'sa. Después de tomar Sa'sa, las fuerzas israelíes se movieron al noroeste para tomar Kfar Birem y Saliha y por la tarde del 30 de octubre estaban en al-Malikiya.
Al mismo tiempo, la Brigada Golani se dedicaba a realizar tácticas de distracción en la dirección de la aldea de Illaboun. La Brigada Carmeli, que fue asignada para contrarrestar los ataques de Siria y el Líbano, cruzó la frontera con el Líbano, capturó 15 aldeas, y alcanzó el río Litani. El general Carmel había recibido permiso directo del Primer ministro Ben-Gurión para entrar en el Líbano, pero solo hasta ese río. En las últimas horas de la operación, el segundo al mando de la ofensiva de la Brigada Carmeli, el general Makleff, se reunió con Ben-Gurión en Tiberíades y pidió permiso para avanzar y ocupar Beirut, ya que según él, podría ser alcanzado en doce horas. Ante el temor de una condena internacional, Ben-Gurión rechazó el ataque.
El alto el fuego estaba programado para comenzar a las 11:00 horas del 31 de octubre de 1948. El mismo día, a las 7:30 de la mañana, el general Moshé Carmel ordenó a sus brigadas y comandantes de distrito «continuar las operaciones dentro de la Galilea». En un telegrama fechado a las 10:00 horas del mismo día Carmel ordenó a sus brigadas y comandantes de distrito: «Hacer todo en su poder para una limpieza rápida e inmediata [tihur] de las áreas conquistadas, de todos los elementos hostiles, en línea con las órdenes que se han emitido. Los habitantes de las zonas conquistadas deben ser asistidos para salir». Esta orden aparentemente fue emitida después de que Carmel se había reunido con Ben-Gurión ese mismo día.

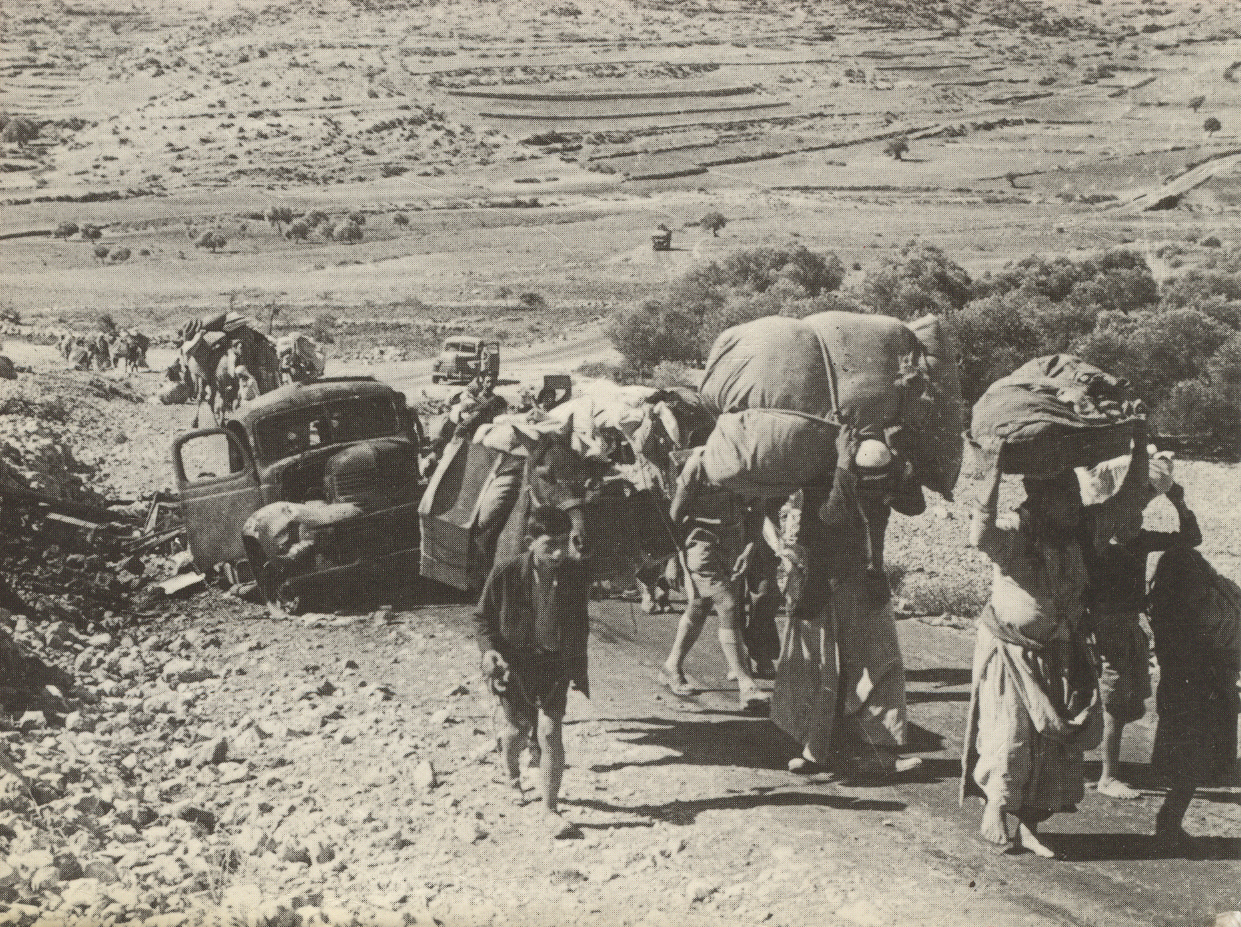
Aldeanos huyen de Galilea hacia Líbano, octubre/noviembre de 1948.

El 31 de octubre y 1 de noviembre de 1948, la masacre de Hula tuvo lugar como represalia por la masacre de la refinería de petróleo de Haifa. Los oficiales que perpetraron la masacre fueron más tarde llevados a juicio por sus acciones. El pueblo había sido capturado el 24 de octubre por la Brigada Carmeli sin ofrecer ninguna resistencia en absoluto. Según los informes, entre 35 y 58 hombres capturados fueron abatidos en una casa que luego fue destruida por una explosión.
Al final de este ataque relámpago, las fuerzas israelíes llegaron a Hiram Junction, al norte de Safed. El asedio de Manara fue levantado, el ejército de Qawuqji huyó al Líbano, y las carreteras que cruzan la Alta Galilea fueron aseguradas. Con Galilea bajo control israelí, el ejército israelí estableció una línea defensiva a lo largo del río Litani antes de retirarse a la frontera con el Líbano, según los términos de los Acuerdos de Armisticio de 1949.
Los bombardeos de la Fuerza Aérea Israelí causaron daños considerables a los pueblos de la zona. Ilán Pappe da como ejemplo a cuatro pueblos: Rama, Suhmata, Malkiyya y Kfar Bir'im. Afirma que de los cuatro «el único pueblo que permanecía en pie era Rama. Los otros tres fueron ocupados y destruidos». A muy pocos aldeanos se les permitió permanecer en sus hogares y muchos fueron encarcelados o expulsados al Líbano y a otros lugares. Ilán Pappe afirma que el «el sustantivo hebreo tihur (limpieza) asumió nuevos significados durante este período de tiempo». Argumenta que aunque «todavía se describe, como antes, la expulsión total y la destrucción de un pueblo, ahora podría también representar a otras actividades, como las operaciones de búsqueda y expulsión selectivas».
Una estimación israelí da un total de 400 árabes muertos y 550 prisioneros durante la ofensiva.

## Las masacres
Alrededor de 10 masacres ocurrieron durante los dos días de la operación, coincidiendo con otra masacre sucedida al sureste de Tel Aviv.
Según Morris, las atrocidades cometidas durante la Operación Hiram embarraron claramente a las FDI y a los funcionarios israelíes, quienes pronto se vieron obligados a responder a esos cargos a los árabes y a las Naciones Unidas en diversos foros. La principal respuesta oficial israelí en ese momento fue una clara negación de que las atrocidades hubieran tenido lugar.

## Comunidades árabes capturadas en la Operación Hiram
| Nombre           | Población Censo de 1945                    | Fecha                      | Fuerzas defensoras                                     | Brigada                          | Notas |
| ---------------- | ------------------------------------------ | -------------------------- | ------------------------------------------------------ | -------------------------------- | --- |
| Al-Nabi Rubin    |                                            | Inicios de octubre de 1948 | Ninguna                                                | s/d                              | Pueblo despoblado y destruido. |
| Mirun            | 290                                        | 29 de octubre de 1948      | Compañía del ejército                                  | 7.ª Brigada Brigada Carmeli      | Pueblo despoblado y destruido. 80 defensores murieron. |
| Safsaf           | 910                                        | 29 de octubre de 1948      | 2° Batallón del Ejército Árabe de Liberación           | 7.ª Brigada                      | Pueblo despoblado y destruido. Véase masacre de Safsaf. |
| Jish             |                                            | 29 de octubre de 1948      | Batallón sirio                                         | 7.ª Brigada                      | 10 prisioneros de guerra y "un número de" civiles ejecutado. Los habitantes, de mayoría musulmana, fueron expulsados. La ciudad fue posteriormente repoblada por refugiados cristianos de los pueblos vecinos. 200 defensores murieron. |
| Tarshiha         | 3,840                                      | 29 de octubre de 1948      | Pobladores y miembros del Ejército Árabe de Liberación | Brigada Oded                     | En diciembre, alrededor de 700 pobladores habían retornado al pueblo; más de 100 fueron expulsados en enero de 1949. Los edificios fueron repoblados por inmigrantes judíos.                                                            |
| Sa'sa            | 1,130                                      | 30 de octubre de 1948      | Ninguna                                                | 7.ª Brigada Unidad Drusa         | Presuntos asesinatos de civiles. Sin embargo, los archivos relevantes permanecen cerrados para los historiadores. Pueblo despoblado y destruido.                                                                                        |
| Suhmata          |                                            | 30 de octubre de 1948      | Ninguna                                                | Brigada Golani                   | Pueblo despoblado y destruido. |
| Dayr al-Qassi    | 2,300 incluyendo Fassuta y al-Mansura      | 30 de octubre de 1948      | Ninguna                                                | s/d                              | Pueblo despoblado y destruido. |
| Dayshum          | 590                                        | 30 de octubre de 1948      | s/d                                                    | 7.ª Brigada                      | Pueblo despoblado y destruido. |
| Eilabun          |                                            | 30 de octubre de 1948      | Fuerzas del Ejército Árabe de Liberación               | Brigada Golani                   | Véase Masacre de Eilaboun. La población del pueblo fue expulsada pero negoció un permiso para regresar durante el verano de 1949. |
| Fara             | 320                                        | 30 de octubre de 1948      | s/d                                                    | 7.ª Brigada                      | Pueblo despoblado y destruido. |
| al-Farradiyya    | 670                                        | 30 de octubre de 1948      | s/d                                                    | Brigada Golani                   | Pueblo despoblado y destruido. |
| Fassuta          | 2,300 incluyendo Dayr al-Qasi y al-Mansura | 30 de octubre de 1948      |                                                        |                                  | Se le permitió a la población permanecer en sus hogares. |
| Ghabbatiyya      | 60                                         | 30 de octubre de 1948      | Ejército Árabe de Liberación                           | s/d                              | Pueblo despoblado y destruido. |
| Kafr 'Inan       | 360                                        | 30 de octubre de 1948      | Ninguna                                                | Brigada Golani                   | Pueblo despoblado y destruido. |
| Marus            |                                            | 30 de octubre de 1948      | Ninguna                                                | 7.ª Brigada                      | Pueblo despoblado y destruido. |
| al Ras al Ahmar  | 620                                        | 30 de octubre de 1948      | 'Deshabitado'                                          | 7.ª Brigada                      | Pueblo despoblado y destruido. |
| Sabalan          | 70                                         | 30 de octubre de 1948      | s/d                                                    | 1° Batallón de la Brigada Golani | Pueblo despoblado y destruido. |
| Saliha           | 1,070                                      | 30 de octubre de 1948      | Ninguna                                                | 7.ª Brigada                      | 60–94 muertes documentadas. Pueblo despoblado y destruido. |
| Kafr Bir'im      | 710                                        | 31 de octubre de 1948      | 'Rendido'                                              | s/d                              | Pueblo despoblado y destruido. |
| Arab al-Samniyya | 200                                        | 30-31 de octubre de 1948   | Ninguna                                                | 7ªth, Carmeli, Golani y Oded     | Pueblo despoblado y destruido. |
| Iqrit            | 490                                        | 31 de octubre de 1948      | Ninguna                                                | Brigada Oded                     | Pueblo despoblado y destruido. |
| Iribbin          | 360                                        | 31 de octubre de 1948      | Ninguna                                                | Brigada Oded                     | Pueblo despoblado y destruido. |
| Hula             |                                            | 31 de octubre de 1948      |                                                        |                                  | Pueblo en el Líbano. Véase masacre de Hula. |
| Mi'ilya          | 900                                        | 31 de octubre de 1948      |                                                        |                                  | El 1 de noviembre, el comandante local de la FDI permitió a los aldeanos a regresar a sus hogares. En marzo de 1949, 25 personas fueron deportadas por pasar información al enemigo.                                                    |
| Al-Mansura       | 2,300 incluyendo Fassuta y Dayr al-Qasi    | 29–31 de octubre de 1948   | s/d                                                    | s/d                              | Pueblo despoblado y destruido. |
| Hurfeish         | Drusos                                     | 29–31 de octubre de 1948   |                                                        |                                  | Se le permitió a la población permanecer en sus hogares. |
| Tarbikha         | 1,000                                      | 29–31 de octubre de 1948   | Ninguna                                                | Brigada Oded                     | Pueblo despoblado y destruido. |
| Suruh            |                                            | 29–31 de octubre de 1948   | Ninguna                                                | s/d                              | Pueblo despoblado y destruido. |
| Al Bi'na         | 830                                        | 29–31 de octubre de 1948   |                                                        | s/d                              | Algunos aldeanos se quedaron después de la guerra. La ciudad existe hoy. |
| Kuakab           | 490                                        | 29–31 de octubre de 1948   |                                                        | s/d                              | Los aldeanos se rindieron y se quedaron después de la guerra. La ciudad existe hoy. |
| Kafr Manda       | 1,260                                      | 29–31 de octubre de 1948   |                                                        | s/d                              | Algunos aldeanos se quedaron después de la guerra. La ciudad existe hoy. |
| Sakhnin          | 1,891 (1931)                               | 29–31 de octubre de 1948   |                                                        | s/d                              | Algunos aldeanos se quedaron después de la guerra. La ciudad existe hoy. |
| Arraba           | 1,800                                      | 29–31 de octubre de 1948   |                                                        | s/d                              | Algunos aldeanos se quedaron después de la guerra. La ciudad existe hoy. |
| Deir Hanna       | 750                                        | 29–31 de octubre de 1948   |                                                        | s/d                              | Algunos aldeanos se quedaron después de la guerra. La ciudad existe hoy. |
| Maghar           | 2,140                                      | 29–31 de octubre de 1948   |                                                        | s/d                              | Algunos aldeanos se quedaron después de la guerra. La ciudad existe hoy. |
| Rihaniya         | s/d (Circasianos israelíes)                | 29–31 de octubre de 1948   |                                                        | s/d                              | Algunos aldeanos se quedaron después de la guerra. La ciudad existe hoy. |
| Alma             | 950                                        | 29–31 de octubre de 1948   |                                                        | s/d                              | Los aldeanos fueron expulsados y los edificios, demolidos. |